# Primos (serie animata)
Primos è una serie animata statunitense del 2024 prodotta dalla Disney Television Animation. La serie è stata creata da Natasha Kline e viene trasmessa sul canale statunitense Disney Channel dal 25 luglio 2024 fino al 27 aprile 2025. In Italia è stata pubblicata il 26 marzo 2025 su Disney+.   
Il lancio della serie animata da parte di Disney Channel, avvenuto nel giugno 2023, ha suscitato una forte polemica nel mondo ispanofono, soprattutto in Messico, dove è stata criticata per la rappresentazione di stereotipi negativi come quartieri degradati, filtri giallastri che danno un’aria desertica, e nomi di personaggi considerati offensivi o mal scelti.

## Trama
La serie è incentrata su una grande famiglia messicano-americana che vive nella vicina città di Hacienda Hills a Los Angeles. Raccontata attraverso il diario di Tater Ramírez-Humphrey, una ragazzina di 9 anni (in seguito 10) eccentrica, vivace e ambiziosa. La serie parla di lei mentre scopre il "fattore it" che la rende speciale insieme ai suoi 12 cugini, i primos, composti dal Cugino Bud, Big Nacho, Lita, Tere, Tabi, Toñita, Scooter, LotLot, Gordita, Nachito, ChaCha e Lucita, che si sono trasferiti da lei per l'estate mentre si prepara per il suo imminente decimo compleanno e cerca di capire quale sarà la sua "forma finale".

## Episodi
| Stagione       | Episodi | Prima TV USA | Prima TV Italia |
| -------------- | ------- | ------------ | --------------- |
| Prima stagione | 28      | 2024-2025    | 2025            |

## Personaggi

### Protagonisti
- Patricia "Tater" Ramírez-Humphrey: L'eccentrica protagonista della serie, caratterizzata da occhiali rossi e un apparecchio colorato ai denti. Sta cercando di capire la sua "forma finale". Non riesce a parlare spagnolo come il resto della sua famiglia, ma sa parlare fluentemente in francese.
- Eleanor "Nellie" Ramírez-Humphrey: La sorella minore di Tater, anche se più alta. Molto realista, cinica, condiscendente e pigra, ha un leggero rossore sotto gli occhi.
- Beatriz "Bibi" Ramírez jr.-Humphrey: la madre di Tater. Allegra e ottimista, è un'artista e scultrice esperta.
- Bud Humphrey Sr.: Il padre di Tater, scettico sui grandi sogni della figlia. È un esperto tuttofare. Come Tater, anche lui non è bravo in spagnolo.
- Tigre olografica: Una tigre parlante amica immaginaria di Tater che la aiuta a pianificare le sue idee.
- Beatriz "Buela" Ramírez sr,: La nonna materna di Tater e cuoca esperta, infastidita dal fatto che alcuni membri della sua famiglia non padroneggino lo spagnolo.

### Cugini di Tater
- Cugino Bud Humphrey: Un adolescente ecologista e fratello maggiore di Gordita, sempre scalzo. Nell'episodio "L'estate di Breaking Bud" viene rivelato che ha un lato capitalista, Codino Bud.
- Ignacio "Big Nacho" Ramírez III: Un adolescente corpulento, con l'abitudine di fare baldoria e appassionato di sollevamento pesi. È anche dislessico e ha un'amica di penna di nome Carmela, che in seguito diventerà la sua ragazza.
- Julita "Lita" Perez: cugina maggiore di Tater, di origini messicane e dominicane, nonché sorella maggiore di Scooter e Lucita. È bisessuale, sogna di diventare una rock star e svolge vari lavori saltuari.
- Tabitha "Tabi" Ramírez: La più grande delle acrobatiche Sorelle T, le quali sognano di diventare famose. Si prende cura delle sue due sorelle minori e ha un neo sul lato destro del viso.
- Teresa "Tere" Ramírez: La sorella di mezzo delle Sorelle T. Ha una voglia rosa a forma di farfalla sull'occhio sinistro.
- Antoñia "Toñita" Ramírez: la più piccola delle Sorelle T. Sogna di diventare archeologa. Ha due fossette sulle guance.
- Isauro "Scooter" Perez: Il fratello, di origini messicane e dominicane, di Lita e Lucita. È timido, ma bravo a pattinare sul ghiaccio, suonare strumenti a fiato e cucire.
- Charlotte "LotLot" Ramírez: Una ragazza gotica con un oscuro senso dell'umorismo. È di origine filippino-messicano-americana.
- Heather "Gordita" Humphrey: La sorella minore del cugino Bud. Essendo la più intelligente delle cugine di Tater, ama fare esperimenti scientifici. Gordita considera il suo nome completo un'allitterazione.
- Gabriel Ignacio "Nachito" Ramírez: Il fratello minore di Big Nacho. Come quest'ultimo, mostra sintomi di dislessia.
- Isabel Christina "ChaCha" Ramírez: Una ragazzina selvaggia che per lo più riesce solo a pronunciare il suo nome.
- Luz "Lucita" Perez: La cugina più giovane di Tater, di origine messicano-dominicana. È la sorella minore di Lita e Scooter. Indossa impianti cocleari e conosce la lingua dei segni americana.

### Personaggi ricorrenti
- "Baby" Bud Ramírez-Humphrey Jr.: Il fratello minore di Tater.
- Ignacio "Pop" Ramírez Sr.: Il nonno materno di Tater e marito di Buela con un dente d'oro, spesso visto schiacciare un pisolino sulla sedia o intrattenere una relazione con Buela.
- Diego Perez: Il padre di Lita, Scooter e Lucita, cognato di Bibi e Bud, e zio di Tater, dalla personalità paranoica e nervosa.
- Ivan Ramírez: Un pompiere, padre di Tere, Tabi e Toñita, figlio di Ignacio Sr. e Buela, fratello di Bibi e zio di Tater.
- Ignacio Ramírez Jr.: padre di Big Nacho e Nachito, figlio di Ignacio Sr. e Buela, fratello di Bibi e zio di Tater dalla personalità monotona.
- Gustavo Ramírez: un impresario di pompe funebri con un braccio solo, padre di LotLot, figlio di Ignacio Sr. e Buela, fratello di Bibi e zio di Tater.
- Chuchi: un cagnolino randagio a tre zampe con cui Tater fa amicizia.
- Opossum del garage: Un opossum che vive nel garage della famiglia Ramírez-Humphrey e viene coinvolto nelle malefatte di quest'ultima.
- Jean-Cock Van Gall: Un pollo corpulento con un'ala sinistra implume, di proprietà di Buela e che protegge il pollaio della famiglia.
- Skid "Lo Sbandato" Malfeo: il vicino odioso e irrispettoso della famiglia Ramírez-Humphrey. Indossa un pannolino con le tasche nonostante, abbia dieci anni, ed è sempre scalzo. La sua famiglia è odiosa quanto lui (tranne Gwennifer). Bullizza la sorella maggiore.
- Serena: Una ragazzina che diventa la migliore amica di Tater dopo che la sua famiglia si trasferisce ad Hacienda Hills a causa della loro comune passione per la serie letteraria Romancimorph e la saga cinematografica Oui, Oui Marie.
- Gwennifer Malfeo: La sorella maggiore impertinente dello Sbandato, e capobanda del gruppo scout delle Piccionelle. Nutre una cotta segreta per il Cugino Bud.
- Hector: Il venditore ambulante locale. Non parla, ma si dice parli fluentemente spagnolo e francese.

## Doppiatori
Fonte:
| Personaggio             | Doppiatore originale | Doppiatore italiano     |
| ----------------------- | -------------------- | ----------------------- |
| Tater Ramirez Humphrey  | Myrna Velasco        | Rossa Caputo            |
| Nellie Ramirez Humphrey | Melissa Villaseñor   | Chiara Gioncardi        |
| Bibi Ramirez Humphrey   | Michelle Ortiz       | Ilaria Latini           |
| Bud Humphrey            | Jim Conroy           | Jesus Emiliano Coltorti |
| Vision Tiger (Tigre)    | Jim Conroy           | Francesco de Francesco  |
| Cousin Bud (Cugino Bud) | Rick Simon           | Gabriele Patriarca      |
| Big Nacho               | Rick Simon           | Gabriele Patriarca      |
| Lita                    | Elizabeth Grullón    | Giulia Franceschetti    |
| Tere                    | Cristina Vee         | Sara Labidi             |
| Toñita                  | Cristina Vee         | Sara Labidi             |
| Tabi                    | Nomi Ruiz            | Irene Trotta            |
| Scooter                 | Jonathan Melo        | Riccardo Suarez         |
| LotLot                  | Becca Q. Co          | Erica Yoko Necci        |
| Gordita                 | Natasha Kline        | Emanuela Ionica         |
| ChaCha                  | Natasha Kline        | Emanuela Ionica         |
| Nachito                 | Ryan Lopez           | Ciro Clarizio           |
| Lucita                  | Sarah Tubert         | Sara Imbriani           |
| Buela                   | Angélica María       | Graziella Polesinanti   |

## Produzione e sviluppo
Il 3 novembre 2021 viene annunciato che Natasha Kline sta lavorando ad un progetto per la Disney chiamato "Primos". Il 22 giugno 2022 viene annunciato al Festival internazionale del film d'animazione di Annecy che la Disney ha ordinato 30 episodi per la serie. 
Il lancio della serie animata da parte di Disney Channel, avvenuto nel giugno 2023, ha suscitato una forte polemica nel mondo ispanofono, soprattutto in Messico, dove è stata criticata per la rappresentazione di stereotipi negativi come quartieri degradati, filtri giallastri che danno un’aria desertica, e nomi di personaggi considerati offensivi o mal scelti. Anche l’uso scorretto della lingua spagnola, a partire dal titolo stesso della serie, è stato oggetto di critiche. Il nome del quartiere immaginario, Terremoto Heights, è stato ritenuto insensibile nei confronti delle tragedie naturali vissute nella regione. Le risposte della creatrice, Natasha Kline, e dell’attrice principale, Myrna Velasco, entrambe statunitensi di origine messicana, sono apparse difensive e in alcuni casi provocatorie, alimentando ulteriormente il malcontento. Velasco ha suscitato scalpore affermando che lo spagnolo è una lingua imposta dai colonizzatori e pubblicando commenti poco rispettosi sul suo paese d’origine. Nonostante abbiano poi limitato l’accesso ai loro profili social, le loro dichiarazioni hanno continuato a circolare online tramite screenshot. Kline ha cercato di giustificare alcune scelte affermando che il protagonista non parla bene lo spagnolo, ma molti hanno interpretato questa spiegazione come una scusa. L’episodio pilota, trapelato su TikTok, ha confermato questo dettaglio, senza però placare le critiche. Sebbene la serie abbia ricevuto un certo sostegno da parte degli statunitensi di origine latinoamericana, il pubblico ispanofono nel suo complesso continua a rifiutarla e chiede persino la sua cancellazione.